# A Red Cross Martyr
A Red Cross Martyr (o On the Firing Lines of Tripoli) è un cortometraggio muto del 1912 diretto da Laurence Trimble. Prodotto dalla Vitagraph Company of America e distribuito dalla General Film Company, il film uscì nelle sale il 2 gennaio 1912.

## Produzione
Il film fu prodotto dalla Vitagraph Company of America.

## Distribuzione
Distribuito dalla General Film Company, il film - un cortometraggio in una bobina - uscì nelle sale statunitensi il 2 gennaio 1912.